# Jan Bohdan Vojáček
Jan Bohdan Vojáček, uváděn též jako Jan Theodor Vojáček (11. srpna 1831 Tetín – 13. listopadu 1902) byl český šlechtic a politik, v 2. polovině 19. století poslanec Českého zemského sněmu.

## Biografie
Pocházel z vlastenecké šlechtické rodiny Vojáčků, která v 18. století vlastnila statek v Poučníku u Karlštejna, odkud počátkem 19. století po výměně přešla na velkostatek v Tetíně, kde se Jan Vojáček roku 1831 narodil. Vystudoval akademické gymnázium a
pražskou polytechniku. V roce 1860 po otci převzal správu bývalého korunního rytířského a manského (později alodiálního) statku v Tetíně. Získal Zlatý záslužný kříž s korunou. Zasedal v odborných zemských komisích pro pozemkové otázky.
Po obnovení ústavního života počátkem 60. let 19. století se zapojil do zemské politiky. Již v zemských volbách v Čechách roku 1861 byl podle některých pramenů zvolen na Český zemský sněm v kurii velkostatkářské. Mandát obhájil v zemských volbách v Čechách v lednu 1867, opět za velkostatkářskou kurii (nesvěřenecké velkostatky). Patřil ke Straně konzervativního velkostatku, která podporovala české státní právo. V krátce poté konaných zemských volbách v březnu 1867 zvolen nebyl a do sněmu se vrátil až po vítězství konzervativních velkostatkářů v zemských volbách roku 1870. V zemských volbách roku 1872 opět coby člen konzervativních velkostatkářů neuspěl a poslancem se stal až ve volbách roku 1883. Mandát obhájil také ve volbách roku 1889 a volbách roku 1895. S přestávkami tak byl zemským poslancem po dobu 40 let. Spolu s Jiřím Kristiánem Lobkowiczem byl nejdéle sloužícím členem sněmu.
Zemřel v listopadu 1902. V posmrtné vzpomínce ho plénu sněmu ocenilo následujícími slovy: „My všichni, kteří jsme jej znali, uznávali jsme jeho ryzí povahu a věděli jsme, že s pevným přesvědčením držel se vždy zásad, které za správné jednou uznal. Náležel k oněm starým vlastencům, kteří ve svém upřímném srdci zachovávají až do nejvyššího stáří politické ideály svého mládí a poctivou snahou vždy hledí pracovati ve prospěch vlasti a národa.“